# Vamos Uruguay

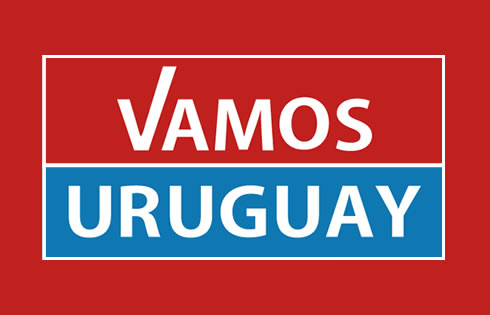
Logo

Vamos Uruguay (Allez Uruguay) est un groupe politique du Parti colorado uruguayen, dirigé par Pedro Bordaberry, fils de l'ex-dictateur Juan María Bordaberry. Il a été créé à la suite de la défaite historique des Colorados aux élections de 2004, dans une tentative de rénover le parti, et regroupe des personnalités diverses, restant hétéroclite.
Présentant une liste autonome (n°10) lors des élections générales de 2009, Vamos Uruguay a fait un bon score par rapport à son rival colorado, Propuesta Batllista. Ainsi, si le Parti colorado a obtenu au total légèrement plus de 17 % aux élections d'octobre, lui donnant 5 sièges de sénateurs et 17 de députés, Vamos Uruguay a obtenu trois de ces sièges de sénateurs (Pedro Bordaberry, Germán Coutinho et Ope Pasquet) et 14 de ces députés (Fernando Amado, Alma Mallo, Aníbal Gloodtofsky, Fitzgerald Cantero, Juan Manuel Garino et Juan Ángel Vázquez à Montevideo ; Graciela Mattiaude à Canelones ; Germán Cardoso à Maldonado ; Gustavo Cersósimo à San José ; Daniel Bianchi à Colonia ; José Amy à Soriano ; Martha Montaner à Tacuarembó ; Walter Verri à Paysandú ; et Cecilia Eguiluz à Salto).